# Amik
Amik é o mascote dos Jogos Olímpicos de Verão de 1976 em Montreal, no Canadá. Na língua algonquina, amik significa "castor", o animal representado pelo mascote. O castor foi escolhido como mascote, por representar o trabalho difícil e por ser um animal nativo do Canadá.

## Relações externas
- Olympic.org